# جیسون وولی
جیسون وولی (انگلیسی: Jason Woolley؛ زادهٔ ۲۷ ژوئیهٔ ۱۹۶۹) بازیکن هاکی روی یخ اهل کانادا است.